# Contradanza
La contradanza es la versión española o hispanoamericana de la contredansa francesa, la cual fue un popular en estilo internacional de música y danza en el siglo XVIII, derivado de la Country Dance inglesa y adoptado en la corte de Francia. La contradanza fue llevada a América.
En Cuba, se convirtió en un importante género durante el siglo XIX, y fue la primera música escrita que estuvo basada en ritmos subsaharianos, así como la primera danza cubana que adquirió fama internacional. La contradanza es la predecesora de la danza, el danzón, el mambo y el chachachá, así como de la canción ‘’habanera”.
Fuera de Cuba, la contradanza fue conocida también como habanera o “Danza de La Habana”, y ese nombre fue también adoptado en Cuba después de su popularidad internacional a fines del siglo XIX, aunque ese término nunca fue utilizado por sus creadores.

## Historia

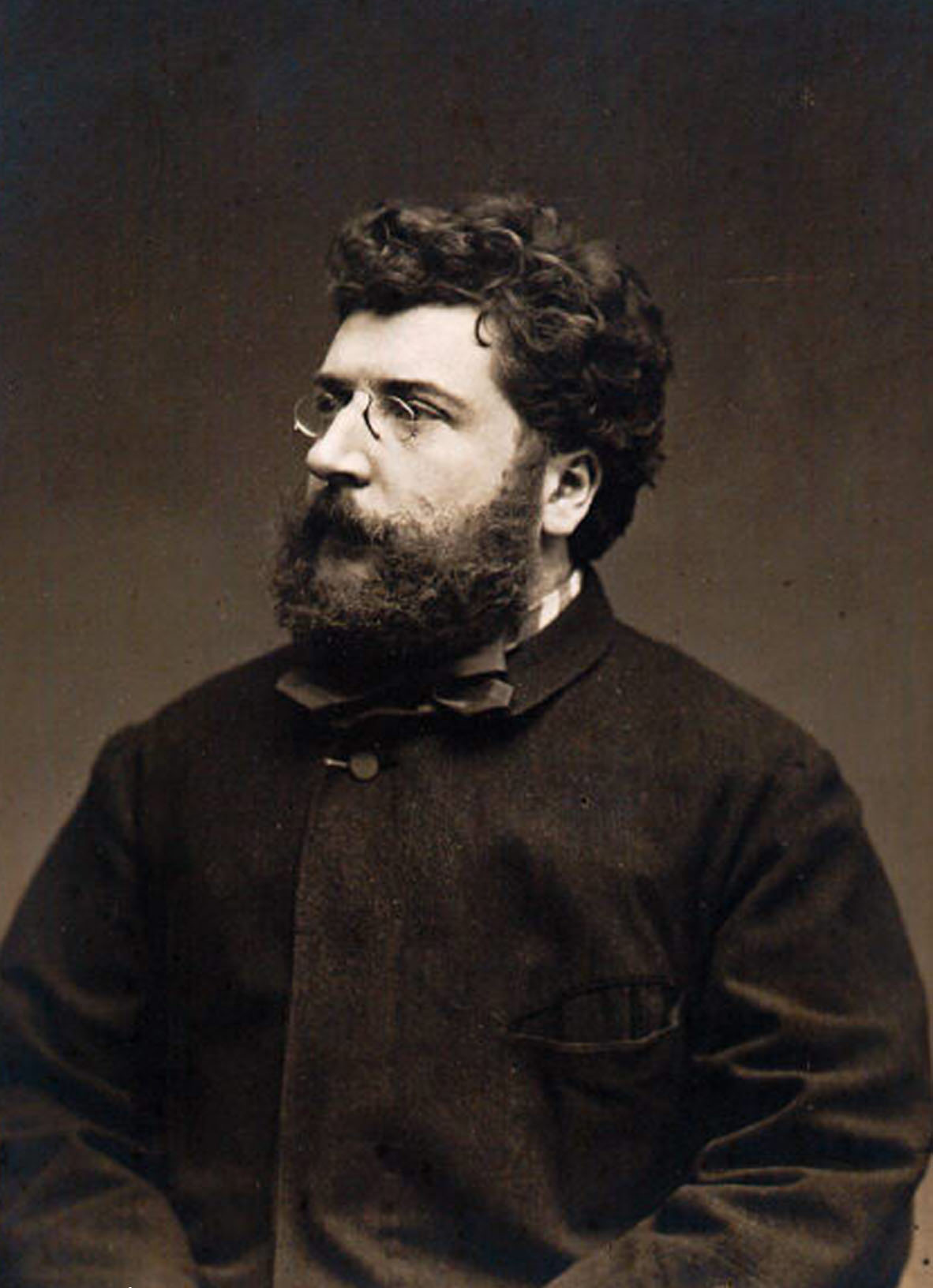
Georges Bizet (1838–1875) incluyó una habanera en su ópera Carmen (1875), basada en la habanera de Sebastián Iradier El arreglito.

La contradanza fue muy popular en España y su fama se extendió a través de la América hispana durante el siglo XVIII. De acuerdo con el musicólogo Peter Manuel, puede que sea imposible resolver el enigma del origen de ésta, tal como ha sido señalado de forma humorística por el musicólogo cubano Natalio Galá al llamar a este género: “anglofrancohispanoafrocubano”.Manuel, Peter: Creolizing Contradance in the Caribbean. Temple Univerπ de la música popular cubana fue establecida por el novelista Alejo Carpentier en su libro de 1946, titulado “La Música en Cuba”. En este libro él propone una teoría que identifica a la “Contredance” francesa, supuestamente introducida en Cuba por inmigrantes franceses que escaparon de la “Revolución Haitiana” (1791-1803), como el prototipo en el cual se basó la creación de la contradanza criolla cubana. Pero de acuerdo a la opinión de otros importantes musicólogos cubanos, tales como Zoila Lapique y Natalio Galán, es muy probable que la contradanza fuera introducida en La Habana directamente desde España, Francia o Inglaterra varias décadas antes del período señalado por Carpentier. 
La más antigua contradanza cubana que ha llegado hasta nosotros es “San Pascual Bailón”, la cual fue compuesta en 1803. Ciertas características peculiares diferencian a la contradanza cubana de la contredance europea de mediados del siglo XIX. En particular se destaca la utilización de un “ritmo compuesto” de origen africano llamado “ritmo de habanera o tango”. Podemos interpretar el “Ritmo de habanera” como la combinación del “tresillo cubano”con la pulsación básica de los tiempos del compás. La contradanza cubana era usualmente ejecutada por un conjunto llamado orquesta típica, que estaba compuesta por dos violines, dos clarinetes, un contrabajo, corneta, trombón, un oficleido, paila y güiro (Alén 1994:82). Pero la habanera era una canción bailable.
Durante la primera mitad del siglo XIX, la contradanza dominó la escena musical de una manera tal que la mayoría de los compositores de la época cultivaron el género de una forma u otra. (Alén 1994:82). El más destacado fue Manuel Saumell (1817–1870) (Carpentier 2001:185-193). El pianista y compositor nacido en New Orleans Louis Moreau Gottschalk (1829-1869) compuso varias piezas con ese ritmo, motivado en parte por sus viajes a través de Cuba y las Indias Occidentales, tales como: "Danza" (1857), "La Gallina, Danse Cubaine" (1859), "Ojos Criollos" (1859) y "Souvenir de Porto Rico" (1857) entre otras.
Actualmente la contradanza es sólo ejecutada ocasionalmente en Cuba por grupos de música folklórica.

## La habanera
Se supone que la habanera, estilo de canción derivada de la contradanza cubana, fue introducida por marinos en España, donde adquirió gran popularidad antes del final del siglo XIX. La habanera "La paloma" del compositor vasco Sebastián Iradier logró obtener gran fama en España y las Américas. La contradanza fue adoptada por todas las clases sociales y tuvo gran éxito en los salones de Francia e Inglaterra.
La canción habanera adquirió tanta fama internacional que muchos compositores cultivaron el género, tal como Jules Massenet, que incluyó una habanera en su ópera “Le Cid” de 1885, así como también Georges Bizet en su ópera “Carmen. Maurice Ravel compuso un Vocalise-Étude en forme de Habanera, y una habanera para su Rapsodie Espagnole (tercer movimiento, basado en una pieza original para piano de 1895), La “Havanaise” (habanera) de Camille Saint-Saëns, para violín y orquesta es todavía ejecutada y grabada frecuentemente, así como también la “Habanera para orquesta” de Emmanuel Chabrier. La música incidental de Bernard Herrmann para el film Vértigo de Alfred Hitchcock, hace amplio uso del típico ritmo con el propósito de incrementar la tensión emocional y el ambiente de misterio.
En Andalucía (y especialmente en Cádiz), así como en la Comunidad valenciana, Alicante y Cataluña, la habanera es todavía muy popular. La paloma, La bella Lola o el El meu avi (Mi abuelo) son ampliamente conocidas a nivel internacional. Desde España el estilo llegó a Filipinas, donde aún existe como una forma de arte menor.
Durante el siglo XX, La habanera se ha convertido gradualmente en una reliquia en Cuba, especialmente después del éxito del son. Sin embargo, algunas de sus composiciones fueron transcritas y reaparecieron en otros formatos como el de la famosa habanera “Tú”, la cual todavía es muy apreciada.

## Ritmo

Arriba: ritmo de habanera. debajo: hemiola vertical

El compás tradicional del ritmo de habanera o tango es el 2/4. Una pulsación acentuada hacia el centro del compás le otorga mayor fuerza a este ritmo, especialmente cuando esta se encuentra como un ostinato en el bajo, tal como aparece en la contradanza “Tu madre es conga”.
Los ritmos sincopados llamados en Cuba “tresillo” y “cinquillo”, muy comunes en la música subsahariana e hispano-africana, determinaron la diferenciación de la forma criolla de la contradanza en comparación con su contraparte europea. Sus acentos irregulares están distribuidos usualmente en estructuras de uno o dos compases. Este ritmo superpone acentos binarios o ternarios en forma de “ritmo compuesto” o “hemiola vertical”, y es muy utilizado en África y en la práctica musical de muchos otros países con influencia africana.

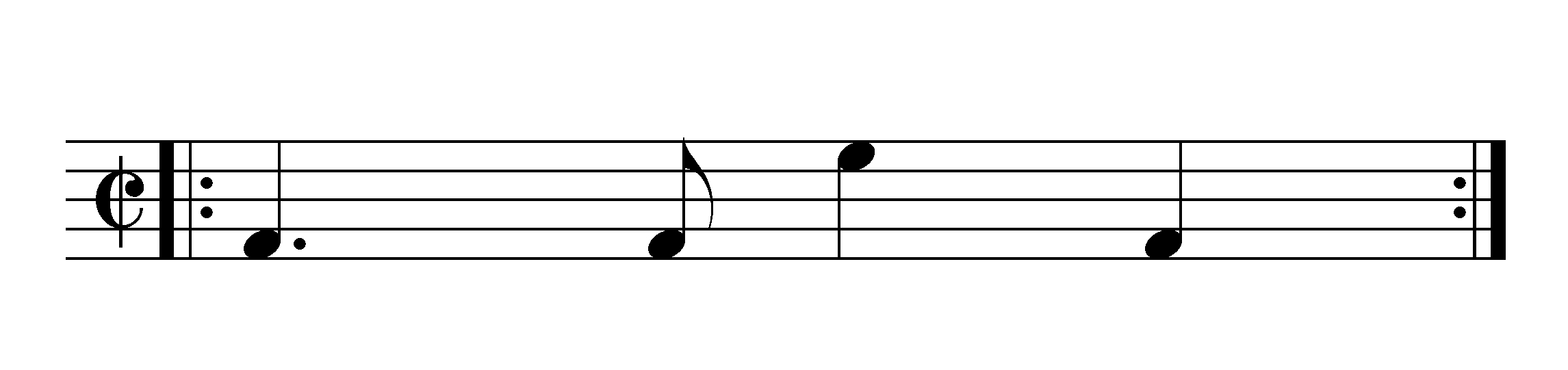
El ritmo de habanera como "tresillo" combinado con la pulsación fundamental.

Carpentier (2001:149) afirma que el “cinquillo” fue introducido en Cuba en las canciones de los negros esclavos y libres que emigraron a Cuba desde Haití a finales del siglo XVIII, y que los compositores del occidente del país desconocían su existencia:

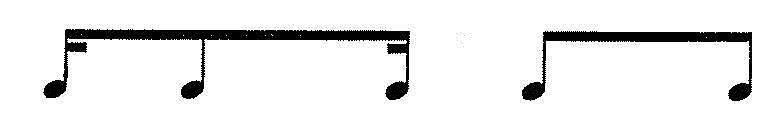
Una variante del ritmo de habanera.

"En época en que el viaje de La Habana a Santiago era aventura de quince días o más, podían coexistir dos tipos de contradanza: una más fiel a los patrones clásicos, marcada por el espíritu del minué, que luego se reflejaría en el danzón, a través de la danza; otra, más populachera, que proseguía su evolución iniciada en Santo Domingo, gracias a la presencia de “negros franceses” en la región oriental de la isla". (Carpentier 2001:150).
Peter Manuel disputa la aseveración de Carpentier de que los compositores habaneros desconocían el “cinquillo”, mencionando “al menos media docena de contrapartes habaneras (que sí incluyen el “cinquillo”), cuya existencia refuta la teoría de Carpentier de su ausencia en la contradanza de La Habana” (Manuel 2009: 55-56).

## Danza, tango y su evolución posterior
La contradanza de ritmo ternario (6/8) dio lugar a otros géneros posteriores como la Criolla, la guajira y la clave (no confundir con el ritmo del mismo nombre). De la contradanza binaria (2/4) se derivan la danza, la habanera, el danzón (Carpentier 2001:147), y otros géneros posteriores, como el danzonete, el danzón-mambo (también llamado “danzón de nuevo ritmo”), el mambo y el chachachá.
Según Argeliers León, (1974:8), la palabra Danza fue solamente una contracción de contradanza, y no existen diferencias sustanciales entre el material musical de la una y la otra. Ambos términos fueron indistintamente utilizados para denominar lo que era esencialmente una misma cosa, a través del siglo XIX. Pero, aunque la música de la contradanza y la danza eran idénticas, los estilos de baile relacionados con éstas, eran diferentes.
La danza dominó la música cubana durante la segunda mitad del siglo XIX, aunque no tanto como la contradanza lo había hecho durante la primera mitad del siglo. Particularmente dos famosos compositores cubanos, Ignacio Cervantes (1847–1905) y Ernesto Lecuona (1895–1963), utilizaron la danza como base de algunas de sus más memorables composiciones.
En los salones de baile cubanos, la danza fue sustituida gradualmente por el danzón después de 1870, aunque algunos compositores continuaron creando danzas hasta aproximadamente los años veinte del próximo siglo. Para esa época, la orquesta de charanga francesa había comenzado también a sustituir a la orquesta típica del siglo XIX en la interpretación de la música bailable. (Alén 1994:82- example: "Tutankamen" by Ricardo Reverón). El danzón posee un ritmo diferente al de la Danza, donde se hace énfasis en el “cinquillo” cubano, ejecutado en las pailas con un estilo percusivo llamado “baqueteo”. Su estilo de baile también difiere mucho del de la Danza.
La milonga y el tango utilizan el ritmo de habanera, el cual aparece en tangos antiguos como El Choclo y "La Morocha" (1904).
Como ritmo básico del bajo en el tango argentino, el patrón de la habanera se mantuvo durante un tiempo relativamente corto, hasta que una variante, mencionada por Roberts, comenzó a predominar.p124
En 1883, Ventura Lynch, un estudioso de las danzas folklóricas de Buenos Aires, señaló que la milonga se encontraba: “tan extendida en el ambiente de la ciudad, que era una pieza obligatoria en las danzas de la clase baja (“bailecitos de medio pelo”), y que había sido utilizada también por los organilleros ambulantes, los cuales la habían arreglado para que sonara como una danza habanera. También mencionaba que la milonga era bailada en los clubes de la baja sociedad…”.

## Música afroamericana

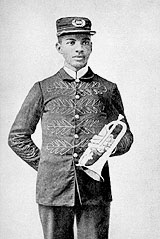
W. C. Handy (1873-1958), con 19 años.

La música afroamericana comenzó a incorporar elementos de la música cubana durante el siglo XIX. Los músicos de La Habana y Nueva Orleans solían tomar el ferry que ofrecía dos viajes diarios entre las dos ciudades, para tocar alternativamente en alguna de ellas. Si los ritmos y sus variantes fueron transportados directamente desde Cuba, o simplemente reforzaron algunas tendencias que ya se encontraban presentes en Nueva Orleans, es probablemente imposible de determinar. El ritmo de habanera se encuentra frecuentemente en la música de Nueva Orleans, y existen ejemplos de ritmos similares en algunos estilos de música afroamericana, tales como en los patrones rítmicos del ring shout y en la “música de flautín y tambor” de la posguerra civil. John Storm Roberts señala que los elementos de la música cubana penetraron en los Estados Unidos aproximadamente veinte años antes que los primeros ragtime fueran publicados.

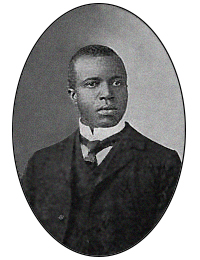
Scott Joplin (c. 1867-1917)

Durante más de un cuarto de siglo en que el cakewalk, el ragtime y el proto-jazz se formaron y desarrollaron, la habanera constituyó un elemento consistente dentro de la música afroamericana popular. Las antiguas bandas de jazz en Nueva Orleans incluían habaneras en su repertorio, y el “tresillo” de la habanera era un elemento característico del jazz durante el paso al nuevo siglo XX. Una habanera fue escrita y publicada en Butte, Montana en 1908. La pieza se llamó “Solita”, y fue compuesta por Jack Hangauer. La pieza “Solace” de Scott Joplin (1909) es considerada una habanera (aunque fue originalmente denominada como una “Serenata mexicana”). La canción “St. Louis Blues” (1914), de W.C. Handy presenta un “tresillo” de habanera en el bajo. El mismo Handy anotó una reacción al ritmo de la habanera incluido en “Maorí” de Will H. Tyler: “Observé que hubo una súbita y positiva reacción a ese ritmo… los bailadores blancos, tal como antes lo había observado, tomaron el número con aceptación. Yo comencé a sospechar que había algo negroide en ese ritmo.” Después de notar una similar reacción al mismo ritmo en “La Paloma”, Handy lo incluyó en su “St. Louis Blues”, en la versión instrumental de “Memphis Blues”, en la sección intermedia de “Beale Street Blues”, así como en otras composiciones.

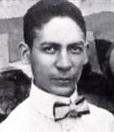
Jelly Roll Morton (1890-1941)

Jelly Roll Morton consideraba al “tresillo de habanera” (que el llamaba “Spanish Tinge” o “Color español”) como un ingrediente esencial del jazz. Ese ritmo puede ser escuchado interpretado por la mano izquierda en canciones como “The Crave” (1910, grabada en 1938).
 En una de mis primeras composiciones, “New Orelans Blues”, es posible apreciar el “Color español”. De hecho, si usted no puede incluir “coloraciones españolas” en sus tonadas, nunca será capaz de obtener el sabor necesario para el jazz.—Morton (1938: Library of Congress Recording).
Aunque el origen exacto de la sincopación del jazz pudiera ser imposible de determinar, existen evidencias de que el “tresillo de habanera” se encontraba presente desde sus comienzos. Buddy Bolden, el primer intérprete conocido de jazz, es acreditado con la creación de “Big Four”, un patrón rítmico basado en la habanera. El “Big Four” (a continuación) fue el primer patrón rítmico sincopado del bombo en desviarse del tradicional ritmo acentuado de marcha. Como puede apreciarse en el siguiente ejemplo, la segunda sección del patrón “Big Four” es el ritmo de habanera.

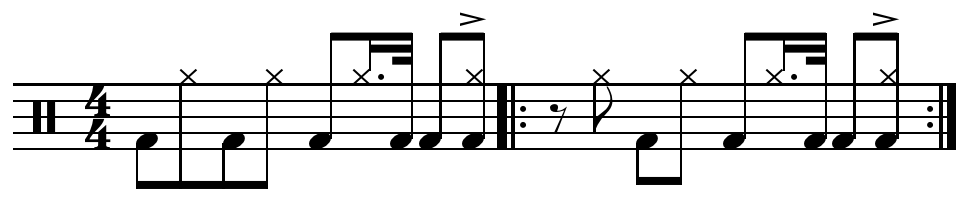
El patrón rítmico “Big Four” de Buddy Bolden.

## Contradanza de San Joaquín en Bolivia
La contradanza es una danza típica de la localidad de San Joaquín en la amazonía de Bolivia, surgió en la época colonial como una implantación de la clerecía española hacia la población indígena del lugar. Los indígenas al intentar ejecutar las contradanzas europeas lo interpretaron a su manera dando origen a la contradanza. Esta danza es bailada solo por mujeres y la música es propia de la danza, tiene dos partes en compás de dos por cuatro la primera parte corresponde a la marcha de entrada con ritmo moderado y la segunda parte a la danza propiamente con ritmo alegre. Para ejecutar esta danza las nativas visten un tipoy suelto bajo el talle, con adornos de cintas, trencillas y blondas en el cuello o ponchillo, en la cadera, en la falda y el pecho. Usan sombreros cubiertos con moñitas de cintas, abalorios, espejitos, con cintas colgantes en la espalda igual que en las trenzas del cabello. Lucen collares y aros de semillas silvestres, pies descalzos y un detalle muy importante en las bailarinas es la banda de cintas que llevan ambas columnas cruzadas en sentido opuesto, desde el hombro interno baja y amarra sobre la cadera externa cuyas puntas quedan sueltas.

## Contradanza de Huamachuco en el Perú
Contradanza es una danza típica de la zona de Huamachuco, en la sierra norteña del Perú, originada como una parodia de la contradanza europea tal como lo ejecutaban los españoles de la época virreinal en sus bailes sociales. La vestimenta típica incluye ropa bastante colorida hecha a partir de retazos, un sombrero de paja adornada de un espejo y un palo de madera a imitación de las espadas de los españoles, las cuales cruzaban durante la contradanza europea. Es una danza originaria del lugar en imitación a los españoles.